# Mali retroprirezan ikozikozidodekaeder
| Mali retroprirezan ikozikozidodekaeder             | Mali retroprirezan ikozikozidodekaeder                 |
| -------------------------------------------------- | ------------------------------------------------------ |
|                                                    |                                                        |
| Vrsta                                              | uniformni zvezdni polieder                             |
| Elementi                                           | F = 112, E = 180, V =60 ({\displaystyle \chi \,} = -8) |
| Stranske ploskve po stranicah                      | (40+60){3}+12{5/2}                                     |
| Wythoffov simbol                                   | \| 3/2 3/2 5/2                                         |
| Simetrijska grupa                                  | Ih, [5,3], *532                                        |
| Bowerjeva okrajšava                                | Sirsid                                                 |
| Sklici                                             | U72, C91, W118                                         |
| mali heksagramski heksekontaeder (dualni polieder) | (35.5/3)/2 slika oglišč                                |

Mali retroprirezan ikozidodekaeder je nekonveksni uniformni polieder z oznako (indeksom) U72.

## Konveksna ogrinjača
Njegova konveksna ogrinjača je prisekan dodekaeder.
| prisekan dodekaeder | konveksna ogrinjača | mali retroprirezan ikozikozidodekaeder |

## Kartezične koordinate
Kartezične koordinate oglišč malega retrosnub ikozikozidodekaedra so vse parne permutacije vrednosti: (±½(−1/τ−√(3τ−2)), 0, ±½(3−τ√(3τ−2)))
(±½(1/τ−√(3τ−2)), ±1, ±½(1+2/τ−τ√(3τ−2)))
(±½(τ2−√(3τ−2)), ±1/τ, ±½(1−τ√(3τ−2)))
kjer je τ = (1+√5)/2 zlati rez, ki ga včasih označujemo s φ.